# Olga Fonda
Olga Fonda (Siberia, Rusia, 1 de octubre de 1982; nombre de nacimiento Olga Tchakova) es una actriz y modelo rusa-estadounidense conocida principalmente por interpretar a Nadia Petrova en la serie de The CW The Vampire Diaries, basada en la serie de novelas homónima de L. J. Smith.

## Biografía
Olga Tchakova nació el 1 de octubre de 1982 en Siberia, Rusia. Durante su infancia vivió en Ujtá y en la República de Komi. A los 14 años vivió durante un año en Maine, Estados Unidos como estudiante de intercambio donde la acogió la familia Auclair. Asistió al Winthrop High School de 1996 a 1997. Posteriormente regresó a Maine para realizar los estudios superiores en la Universidad de Maine obteniendo un título en administración financiera.

## Carrera
Durante unas vacaciones en Los Ángeles, California, Fonda fue invitada para un trabajo como modelo lo cual siempre había querido hacer. Después de participar en varios comerciales de televisión, realizó un papel como una bailarina rusa en 2009 para el filme independiente Love Hurts.
Aparte de su trabajo como modelo desde 2007 en Japón, Italia y Estados Unidos, ha aparecido en series como How I Met Your Mother, Nip/Tuck, Melrose Place, y  Entourage. Hizo el papel de la novia de Owen Wilson en Little Fockers. En 2011 se unió al cast de la comedia romántica Crazy, Stupid, Love, y aunque su escena no aparece en la película, se le puede ver en el tráiler de la misma.
En 2010, Fonda tuvo una pequeña aparición The Twilight Saga: Breaking Dawn como la asistente de los Volturi. En 2011 apareció en la película Real Steel protagonizada por Hugh Jackman; dando vida a Farra Lemkova dueña del campeón Zeus. En 2013 dio vida a Nadia Petrova, la hija de la antagonista Katherine Pierce de la serie The Vampire Diaries durante 12 episodios convirtiéndose en un personaje recurrente durante la quinta temporada.

## Filmografía

### Cine
| Año  | Título                           | Personaje                     | Notas         |
| ---- | -------------------------------- | ----------------------------- | ------------- |
| 2009 | The Breakdown                    | Chloe                         | TV-movie      |
| 2009 | Love Hurts                       | Valeriya                      |               |
| 2010 | Little Fockers                   | Svetlana                      |               |
| 2011 | Love                             | Chica rusa                    | No acreditada |
| 2011 | Captain Fork                     | Samantha                      | Cortometraje  |
| 2011 | Crazy, Stupid, Love.             | Danielle                      | No acreditada |
| 2011 | Real Steel                       | Farra Lemkova                 |               |
| 2011 | The Twilight Saga: Breaking Dawn | Valentina (Asistente Volturi) |               |
| 2013 | Olvidados                        | Lisa                          |               |
| 2017 | 9/11                             | Tina                          | Telefilm      |

### Televisión
| Año       | Título                | Personaje       | Notas                                       |
| --------- | --------------------- | --------------- | ------------------------------------------- |
| 2006      | Nip/Tuck              | Elena           | 1 episodio ("Liz Cruz")                     |
| 2007      | Ugly Betty            | Modelo #3       | 1 episodio ("I'm Coming Out), no acreditada |
| 2009      | Entourage             | Dependienta     | 1 episodio ("Give a Little Bit")            |
| 2009      | How I Met Your Mother | Candy           | 1 episodio ("Robin 101")                    |
| 2009      | Melrose Place         | Chica en fiesta | 1 episodio ("Gower"), no acreditada         |
| 2010      | Svetlana              | Olga            | 1 episodio ("Yellowcake")                   |
| 2013-2014 | The Vampire Diaries   | Nadia Petrova   | Recurrente. Temporada 5; 12 episodios       |
| 2013      | Nikita                | Larissa         | 1 episodio ("The Life We've Chosen")        |
| 2015      | Agente X              | Olga Petrovka   | Recurrente. 5 episodios.                    |
| 2016      | Hawaii Five-0         | Anna Novick     | 1 episodio ("Waiwai")                       |
| 2018      | Altered Carbon        | Sarah           | 1 episodio ("Out of the Past")              |
| 2019      | The Detour            | Natalia         | 2 episodios ("The Groom", "The Bride")      |

### Videojuegos
| Año  | Título                    | Personaje   |
| ---- | ------------------------- | ----------- |
| 2005 | True Crime: New York City | Desconocido |